# Karl Johans-ekarna

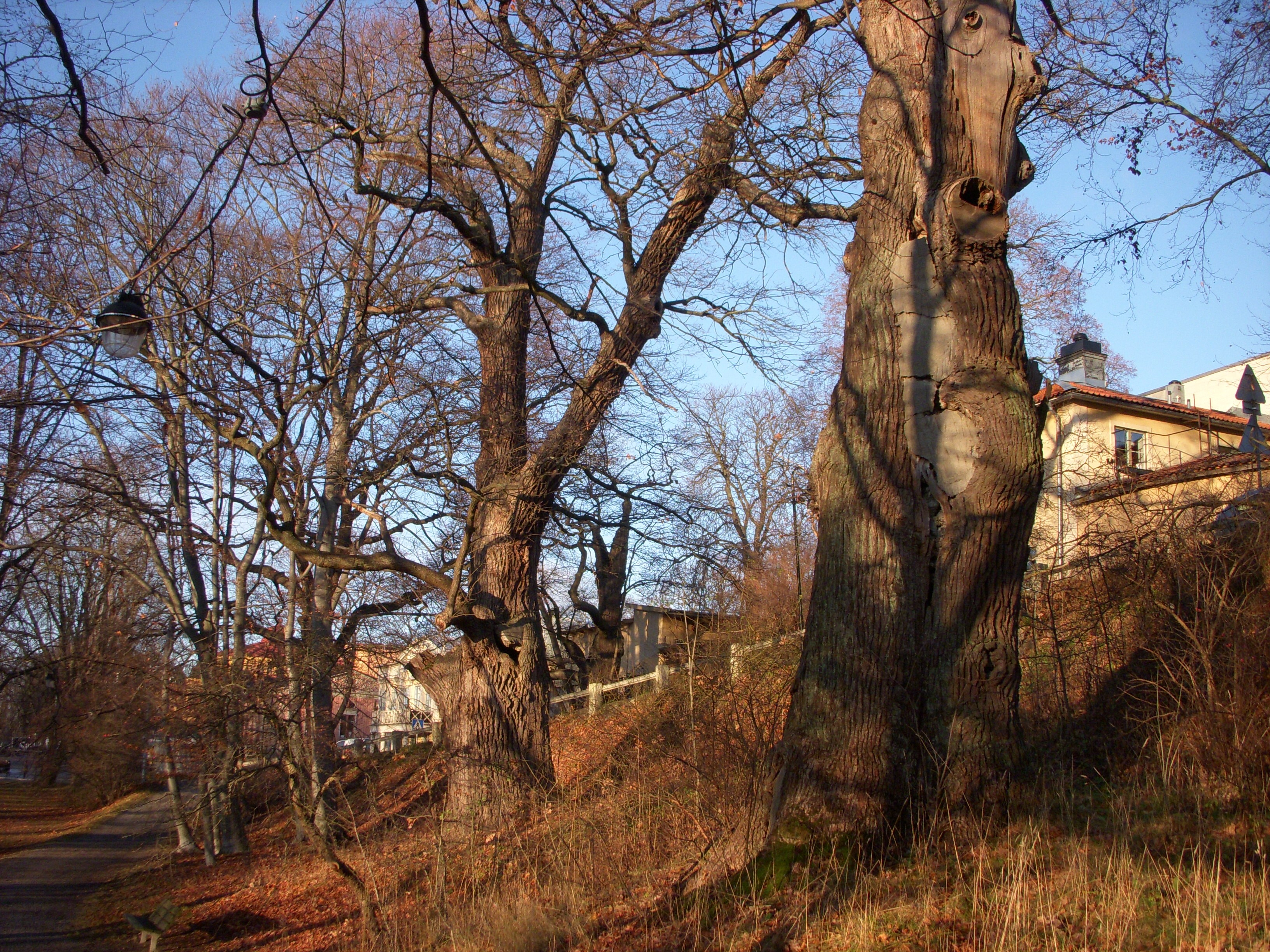
Karl Johans-ekarna med Villa Diorama i bakgrunden, december 2011.

Karl Johans-ekarna är några äldre ekar som står vid Villa Diorama på Sollidsbacken vid Djurgårdsslätten i Stockholm. Namnet härrör från kung Karl XIV Johan som enligt traditionen rastade här på 1820-talet.
Djurgårdsslätten eller bara Slätten, som området kallades före 1830-talet var på 1700- och 1800-talen en plats där det brukade samlas en färgstark grupp människor och "vinddrivna existenser" (Gunnar Brusewitz i Stockholm - staten på landet).
Enligt riksbibliotekarien Johan Erik Rydqvist (i skriften Djurgården förr och nu) kom till och med Gustav III hit inkognito för att se på folklivet och enligt Rydqvist brukade Carl Michael Bellman sitta under den efter honom döpta Bellmanseken och improviserade visor till mandolinen.
Tydligen var inte bara Gustav III intresserad av folklivet och "existenserna" på Slätten utan även Karl XIV Johan. Han  rastade ibland under ekarna där Villa Diorama uppfördes 1846. I en av ekarna fann man på 1930-talet i hålet efter en murken gren ett helt dussin silverskedar från 1821, stämplade "Kungl. Husgerådskammaren". De härstammade från Karl XIV Johan regeringstid och det kan förmodas att någon i den kungliga betjäningen passade på att smussla undan dem medan kungen satt och åt och betraktade allmogen.